# Malta na Letnich Igrzyskach Olimpijskich 1936
Maltę na Letnich Igrzyskach Olimpijskich 1936 reprezentowało jedenastu zawodników (sami mężczyźni) startujący w dwóch dyscyplinach. Był to drugi występ reprezentacji Malty na letnich igrzyskach.

## Lekkoatletyka
Mężczyźni
| Zawodnik                  | Konkurencja            | Eliminacje | Eliminacje | Ćwierćfinał | Ćwierćfinał | Półfinał | Półfinał | Finał | Finał   |
| Zawodnik                  | Konkurencja            | Wynik      | Miejsce    | Wynik       | Miejsce     | Wynik    | Miejsce  | Wynik | Miejsce |
| ------------------------- | ---------------------- | ---------- | ---------- | ----------- | ----------- | -------- | -------- | ----- | ------- |
| Alfred Bencini            | bieg na 100 m mężczyzn |            | 5.         | NQ          | NQ          | NQ       | NQ       | NQ    | NQ      |
| Austin Cassar-Torreggiani | bieg na 100 m mężczyzn |            | 5.         | NQ          | NQ          | NQ       | NQ       | NQ    | NQ      |

## Piłka wodna
W turnieju piłki wodnej reprezentacja Malty zajęła 13 miejsce.
| - Jack Frendo Azzopardi - Joseph Demicoli - Alfred Lanzon - Frank Wismayer - Pippo Schembri |  | - Babsie Podestá - Sydney Scott - Wilfred Podestá - Jimmy Chetcuti |